# Mijnbouw

De hamer en moker zijn internationaal het symbool voor mijnbouw

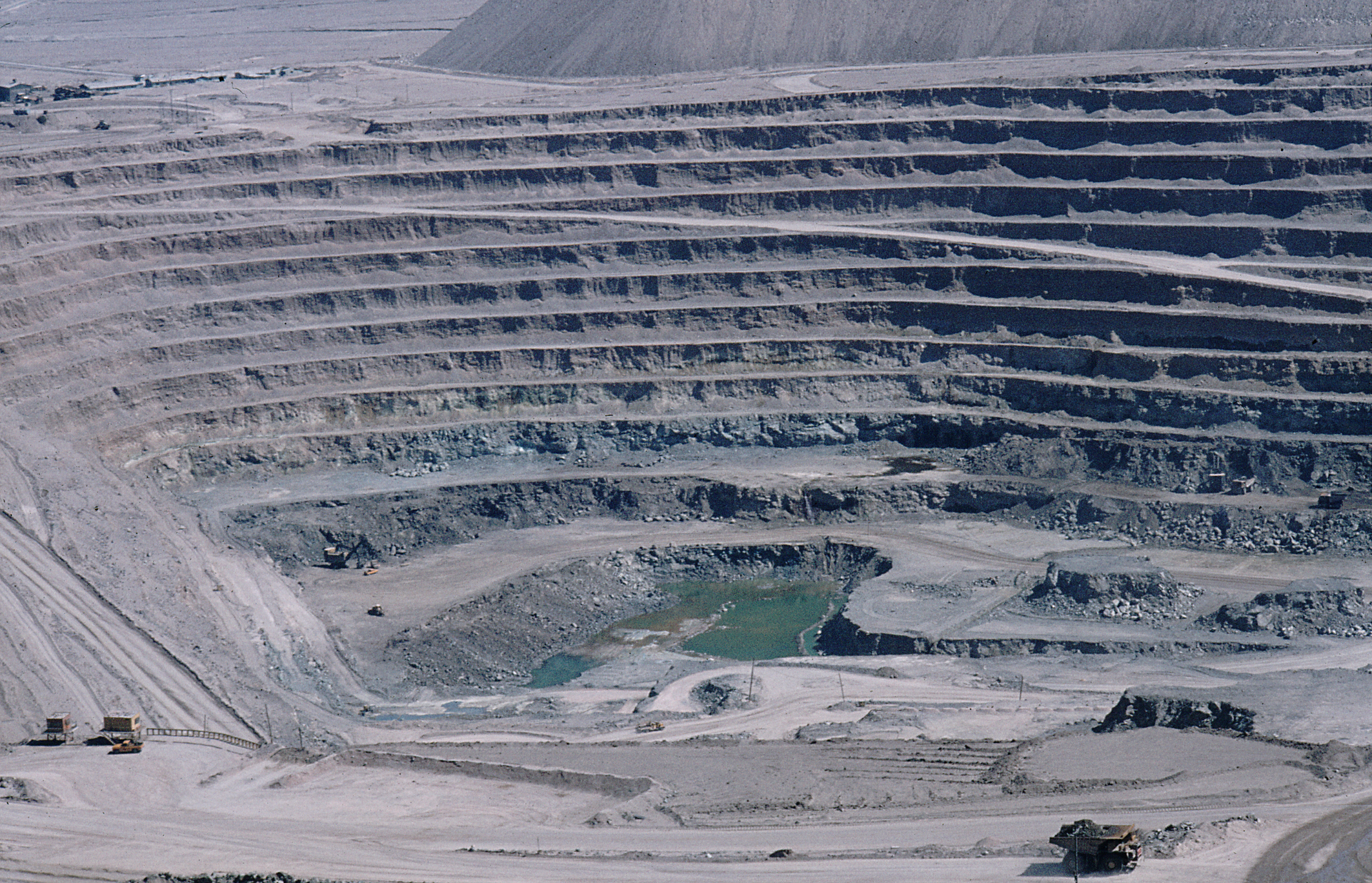
Open mijn in Peru

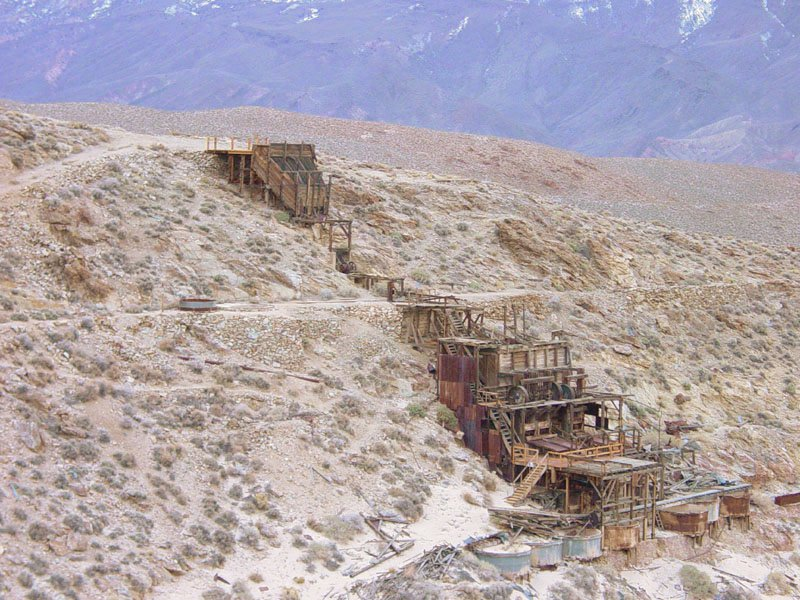
Oude goudmijn bij Skidoo in de Death Valley, Californië

Mijnbouw is het systematisch onttrekken van stoffen of delfstoffen aan de bodem, voor bijzonder gebruik of verwerking, met een speciaal daarvoor ingerichte voorziening of infrastructuur.
De delfstoffen in de mijnbouw kunnen zich in elke aggregatietoestand bevinden:
- vaste vorm: brandstoffen (kolen en uranium), metalen in zuivere vorm (goud en zilver) of in erts (koper en ijzer), mineralen (zout) of bouwsteen (natuursteen, zand, grind en kalksteen)
- vloeibare vorm, bijvoorbeeld aardolie. Het oppompen van drinkwater wordt niet als mijnbouw beschouwd, omdat water geen delfstof is.
- gasachtige vorm, bijvoorbeeld aardgasbellen.

Sommige stoffen worden uit de bodem gehaald door eerst hun aggregatietoestand te veranderen, bijvoorbeeld zout dat wordt opgelost in water, om het vervolgens op te kunnen pompen. Bij de aardgaswinning worden juist de ongewenste, door het aardgas gemengde gasvormige stoffen door condensatie verwijderd.
Mijnbouwactiviteiten worden op onder andere kaarten vaak aangeduid met het symbool van de hamer en moker.

## Geschiedenis in België en Nederland

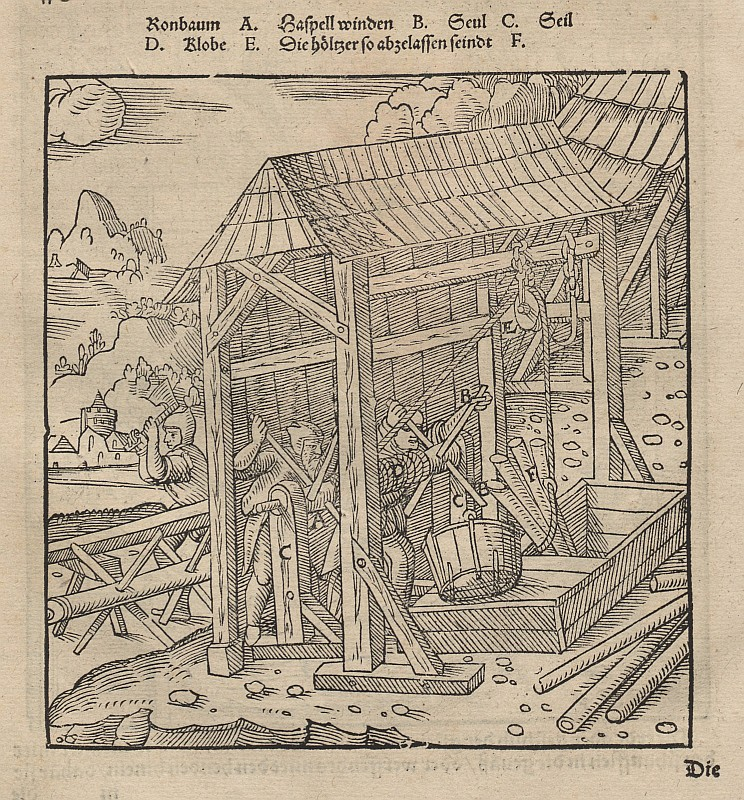
Mijnbouw in Frankfurt, 1580

De geschiedenis van de mijnbouw in Nederland gaat terug tot 3100 v. Chr. toen op grote schaal ondergronds vuursteen werd gewonnen in Zuid-Limburg. Hiervan is de vuursteenmijn in Rijckholt een voorbeeld.
In België is er ontginning van vuursteen sedert het Neolithicum, tussen 4300 en 2300 v.Chr. onder meer in Spiennes in Henegouwen.
Steenkoolwinning is er in België sinds de Romeinse tijd in de Borinage.
In de middeleeuwen is de ondergrondse kalksteenwinning tot bloei gekomen in kalksteengroeven van onder meer de Sint-Pietersberg bij Maastricht. Aan het eind van de 19e eeuw verplaatste de kalksteenwinning zich naar dagbouwgroeven zoals de ENCI-groeve bij Maastricht en zoals die nu nog gebeurt in Groeve van Romont aan de Belgische zijde van de grens.

Steenkoolwinning is er in België sinds de Romeinse tijd, waar de steenkoollagen dagzoomden. In de Borinage was er mijnbouw sedert de 11de eeuw.  In de provincie Luik was er steenkoolontginning sedert de 14e eeuw. 
In Nederland is er steenkoolwinning vanaf de 12e eeuw, zij het op kleine schaal. Dat gebeurde in het Wormdal nabij de Abdij Rolduc in het huidige Kerkrade. Vanaf de 19e eeuw verschenen er grootschalige gesloten mijnen voor steenkool- en open bruinkoolmijnen. Na 1900 werden er ook steenkoolmijnen opgericht in de Belgische provincie Limburg.
Tot circa 1960 was er grote vraag naar steenkool en groeide de Oostelijke Mijnstreek uit tot een van de welvarendste gebieden van Nederland. Tijdens de periode van wederopbouw na de Tweede Wereldoorlog produceerden de mijnen op topcapaciteit om aan de binnenlandse vraag te kunnen voldoen.
Na 1960 daalde de vraag naar kolen, onder meer doordat stoommachines en stoomtreinen werden vervangen door motoren op elektriciteit, olie en aardgas. Dit, en de relatief hoge arbeidskosten in de mijnbouw, zorgden voor een neergang. In Nederland werd de nieuw aangelegde Beatrixmijn nooit in gebruik genomen en de laatste kolenmijn daar werd in 1974 gesloten. In België duurde de steenkooldelving tot 1992.

## Typen mijnbouw
Er zijn twee soorten mijnen: open en gesloten mijnen. Bij open mijnen worden de delfstoffen ontgonnen aan de oppervlakte. Gesloten mijnen hebben naast een bovengronds gedeelte een ondergronds gedeelte. Dat wordt enkel toegepast als de delfstoffen te diep liggen zodat ondergrondse winning moeilijker en duurder is. In het geval van open mijnen zijn er twee soorten mijnen, namelijk groeven en dagbouwmijnen. Het verschil tussen beiden is dat bij dagbouw het materiaal wordt afgeschraapt en bij groeven weggesneden.
De speciale voorzieningen kunnen bestaan uit bijzondere middelen om de delfstof te winnen, te transporteren, te zuiveren en op te slaan. Tot de speciale voorzieningen behoort ook de infrastructuur om de exploitatie in stand te houden: pompen, ventilatiemiddelen, energievoorziening, transportwegen en -middelen en verwerkingsfabrieken.

### Historische mijnbouwmethodes
Veel kennis van oude mijnbouwtechnieken kan worden opgedaan door de bestudering van het in de 16e eeuw ontstane standaardwerk De re metallica, geschreven door Georg Agricola.

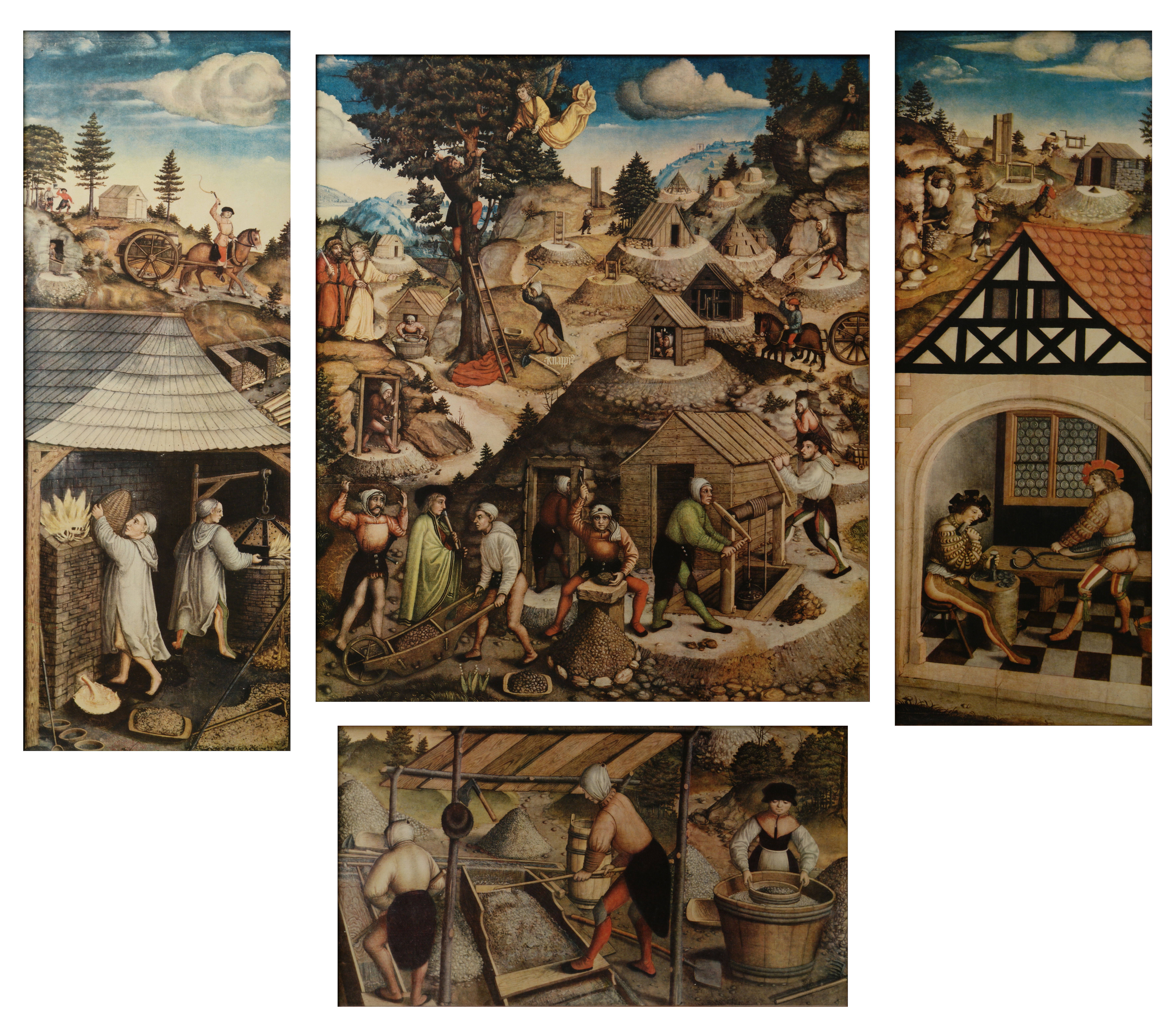
Annaberger Bergaltar, altaarstuk uit 1521
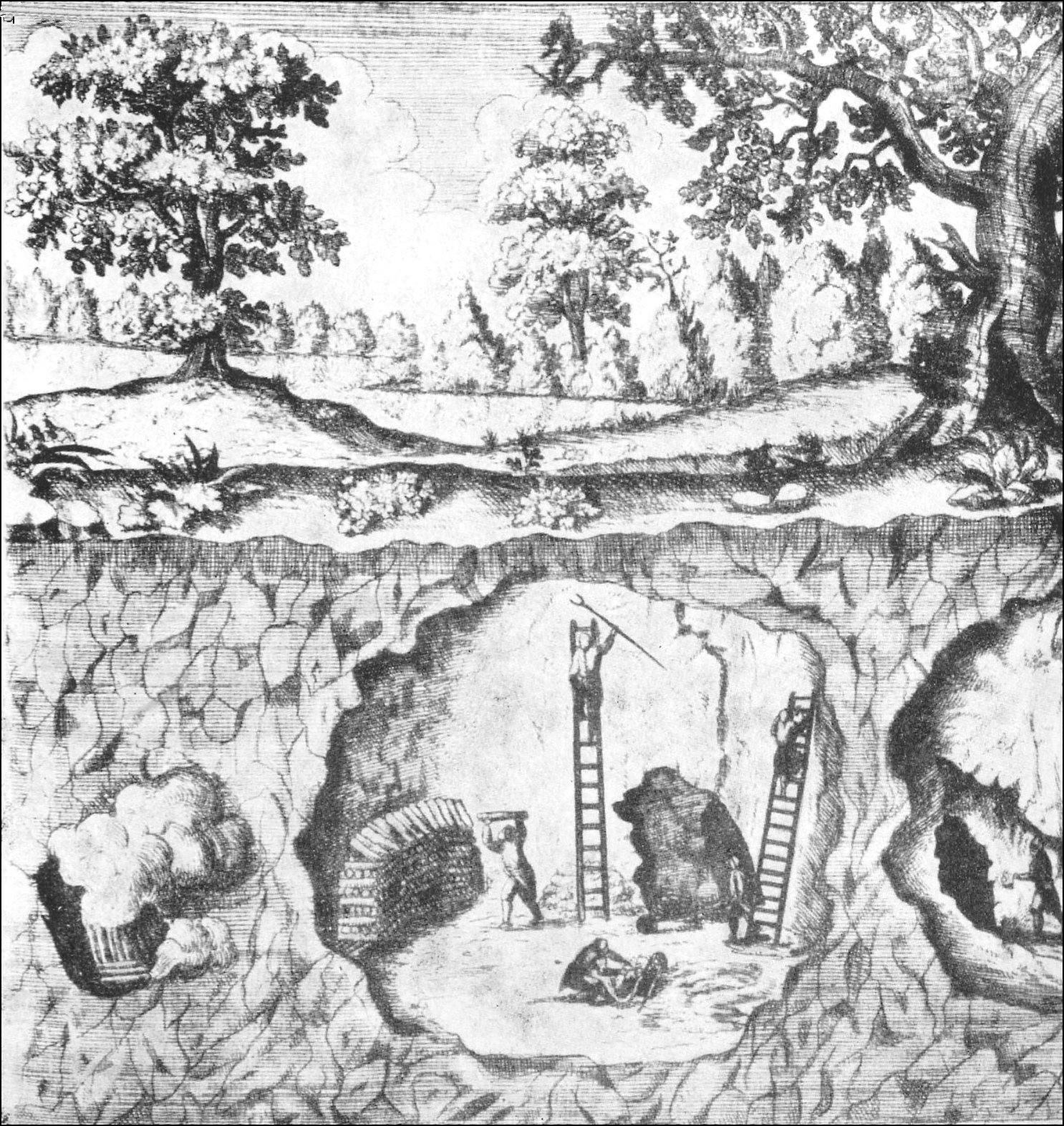
Feuersetzen in een tinmijn, plm. 1700
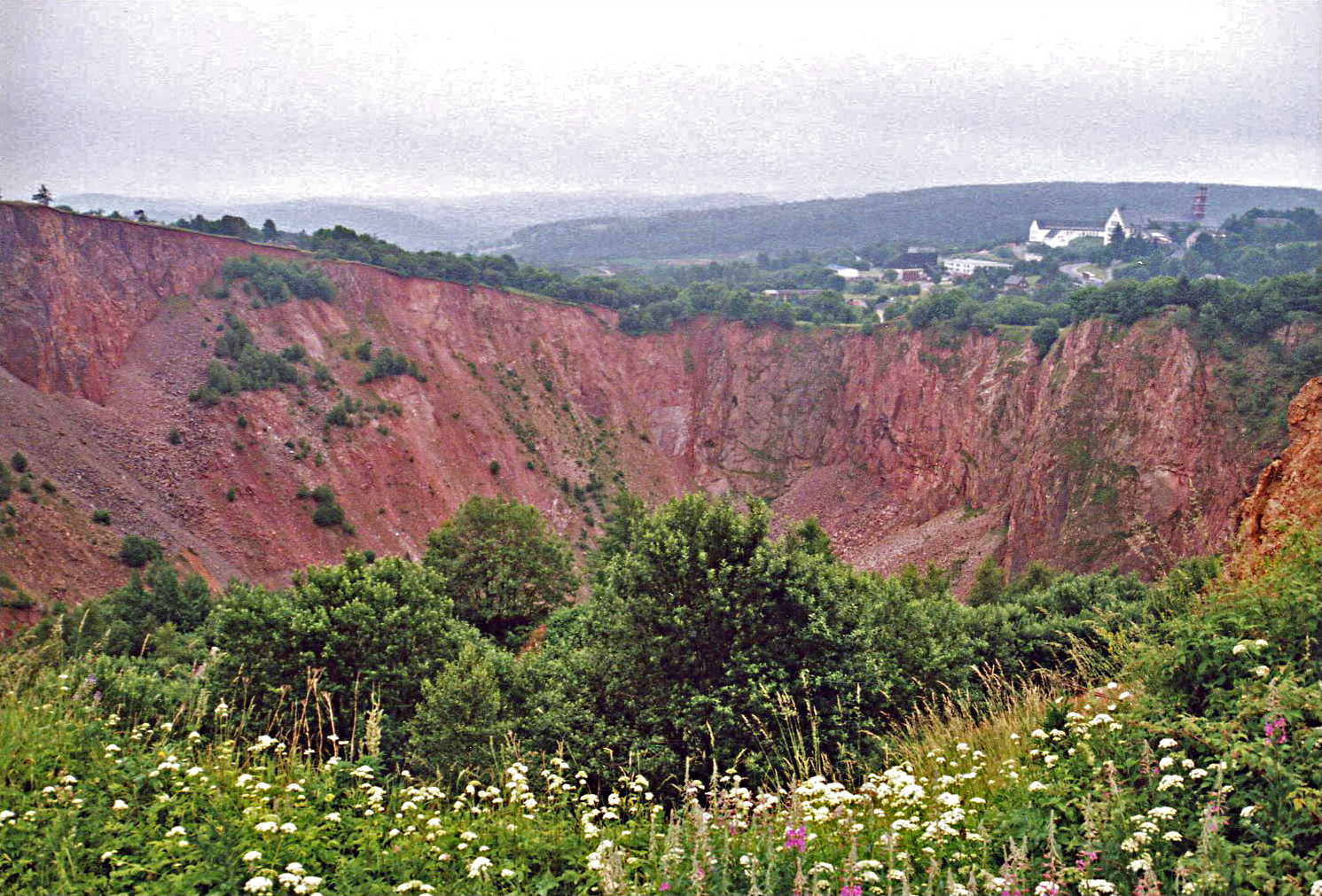
Mijntrechter Pinge bij Altenberg (Saksen)

Eén van de oudste mijnbouwtechnieken, vooral in hard gesteente, is het in een bestaande mijnschacht opstapelen van stukken brandhout (met luchtspleten ertussen, om een heviger vuur te verkrijgen), waarna deze in brand werden gestoken. De winningswand of het plafond van de schacht, waar het erts in zat, werd zodoende sterk verhit en zette daardoor uit. Er ontstonden dan barsten in. Om dit effect te verhogen, werd het gesteente daarna nog eens met water afgeblust. Als het vuur geblust was, de rook was weggetrokken en de as verwijderd, gingen de mijnwerkers met handgereedschap de gebarsten bergwand te lijf. Voordeel van deze methode, die in Duitsland Feuersetzung, vuurzetting, wordt genoemd, is, dat het erts gemakkelijker uit het omringende, brokkelig geworden, gesteente kan worden weggehakt. Hier en daar kon metaal, bijvoorbeeld tin, zelfs ter plaatse worden opgevangen, als dit in het vuur was gesmolten en tussen het omringende gesteente wegvloeide. De Feuersetzung had ook diverse nadelen. Op de dagen, dat de vuren brandden, lag de eigenlijke ertswinning stil; daarom werd dit werk meestal op zaterdag gedaan; op zondag werd het vuur geblust, en op maandag gingen de mijnwerkers met het delven van erts verder. De rook bevatte soms koolmonoxide of methaangas; als deze op maandag nog was blijven hangen, was dit voor de mijnwerkers levensgevaarlijk. Ook kon het gesteente op een ongewenste plek gebarsten zijn, wat tot mijninstortingen kon leiden. O.a. de Pinge, een groot, in de 16e-17e eeuw ontstaan mijngat bij tinmijnen te Altenberg (Saksen) in het Ertsgebergte, is daarvan een voorbeeld. Een ander nadeel was, dat erg veel hout voor deze techniek nodig was, hetgeen in tinmijngebieden tot ontbossing kon leiden. De techniek van Feuersetzen is tot in de 18e eeuw, in enkele mijnstreken tot halverwege de 19e eeuw, toegepast. In het Nederlandse taalgebied waren geen ertsen, die zich voor deze mijnbouwmethode leenden; vandaar, dat er geen Nederlands woord voor bestaat.

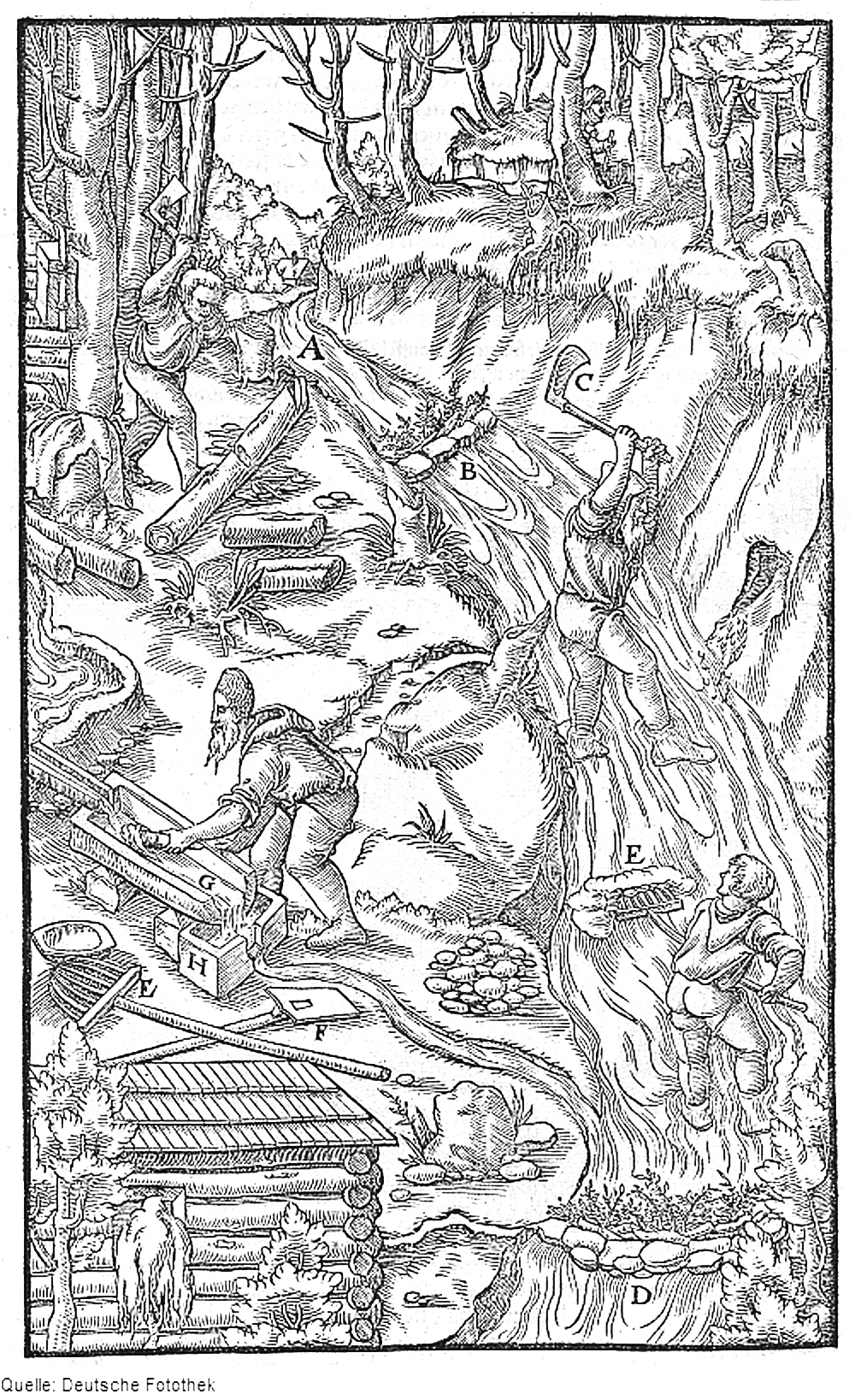
Een Seifner (rechts onder) aan het werk met een Seifengabel (Georg Agricola, De re metallica, postume druk uit 1580)

Vanaf de 15e eeuw werd tinerts ook in dagbouw gedolven. De Duitse vakterm voor een ertslaag, die in het Nederlands en Engels met placer wordt aangeduid, luidt Seife. De plaatsnaam Seiffen (Ertsgebergte) kan zijn afgeleid van een andere nabewerking van tinerts, het door snel stromend water naar beneden jagen van ruw gesteente, waarbij de slak werd gescheiden van het tinerts bevattend gesteente. Met een op een riek lijkend gereedschap, een Seifengabel, werd het erts dan door een Seifner uit het water gezeefd, waarna het in zogenaamde Pochwerke (stampmolens) in stukjes geslagen werd, voorafgaande aan de verdere bewerking van het erts. Een snel stromend beekje, waar dit werk vaak gedaan werd, kreeg in het Ertsgebergte vaak de naam Seiffbach of Seiffe.

## Mijnbouw in Nederland

### Steenkool en bruinkool

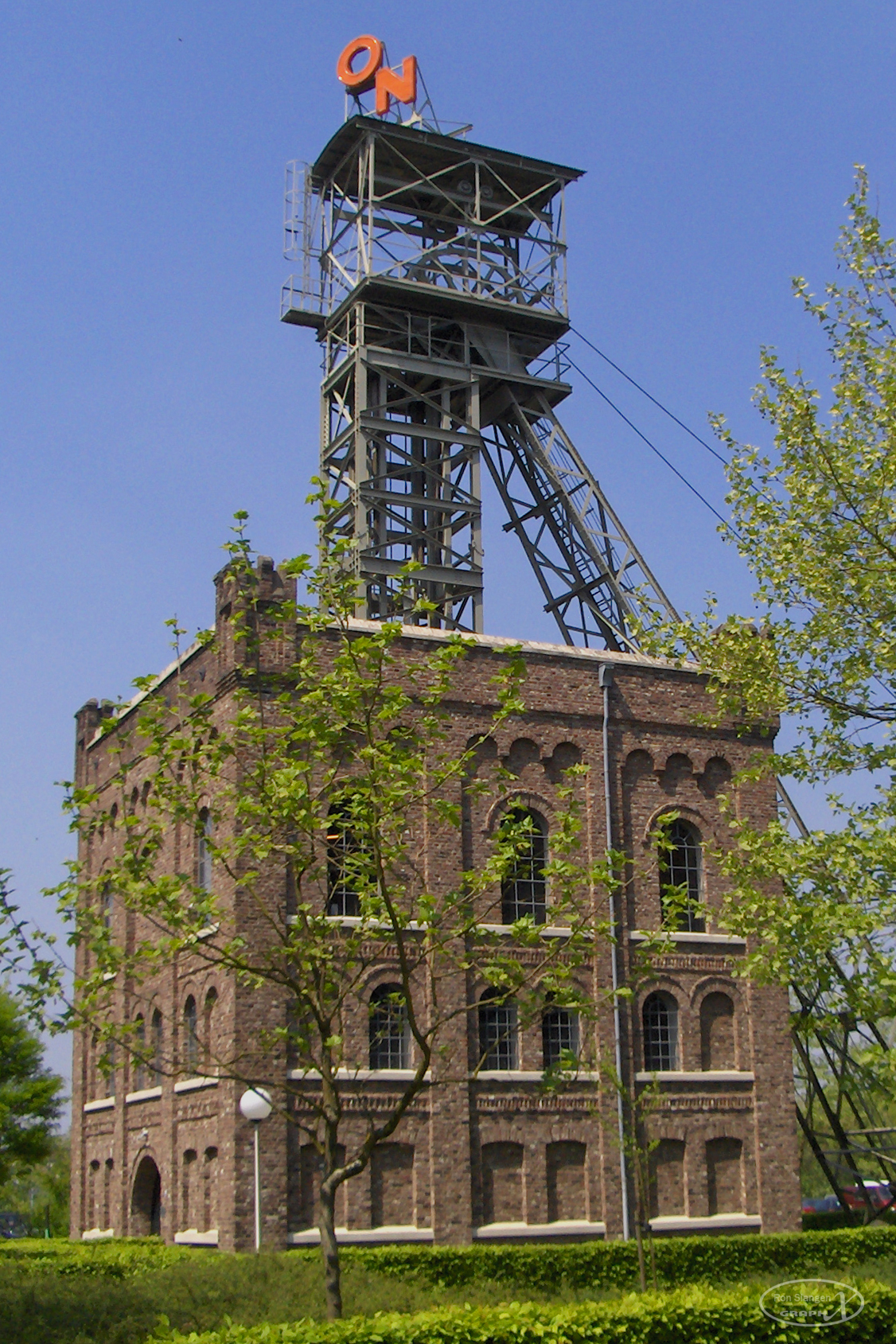
Schachtgebouw van Oranje-Nassau in Heerlen

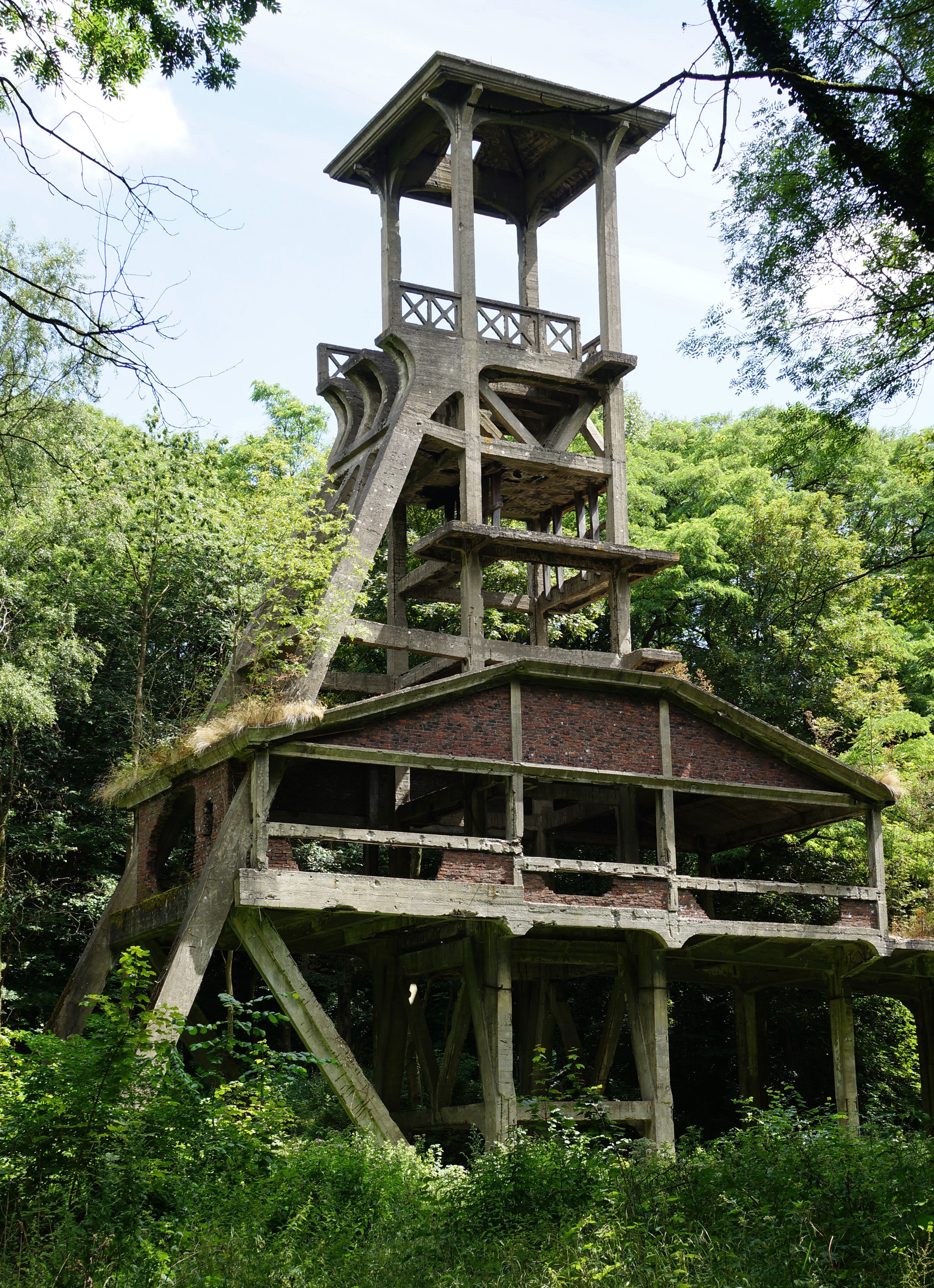
Oude schachtbok van steenkoolmijn Sauwartan, Dour

Voor een overzicht van de Nederlandse steenkoolmijnen, zie het hoofdstuk over steenkoolnijverheid in Nederland van het artikel Kolenmijn.  Voor een overzicht van de bruinkoolactiviteiten in Nederland zie hoofdstuk over bruinkool in Nederland van het artikel Bruinkool.

### Zout
Voor een overzicht van de Nederlandse zoutwinning zie het hoofdstuk Zoutwinning in Nederland van het artikel Zoutwinning.

### Nederlands-Indië: Tin, steenkool, goud en olie
In Nederlands-Indië werd vanaf ongeveer 1710 onder Europeaanse leiding tin gewonnen in de mijnen van Bangka. Vanaf 1722 kreeg de VOC het monopolie hierop. Later werd er ook tin gewonnen in Billiton en Singkep. In Pengaron op Oost-Borneo werd in 1849 een staatsmijn geopend, die (na een mislukte poging, waarbij de mijn instortte) in 1852 door gouverneur-generaal Jan Jacob Rochussen hernoemd werd tot Oranje Nassau. Pogingen van de VOC tussen 1669 en 1737 om goud te winnen in de Salidamijn ten zuiden van Padang hadden minder succes. 
In 1850 werd voor de kolonie het Mijnwezen in Nederlandsch Oost-Indië opgericht en de Indische Mijnwet (of Mijnreglement) uitgevaardigd om de exploitatie van delfstoffen op gang te helpen en zo de baten van de kolonie voor Nederland te verhogen. Minister Charles Ferdinand Pahud legde aanvankelijk het initiatief vooral bij particuliere investeerders, maar later begon de staat ook met het delven van ertsen. De mijnwerkers bestonden vooral uit Chinese koelies.
Vanaf 1852 begon de Billiton Maatschappij met de winning van erts op Banka. Dit bedrijf zou uitgroeien tot een wereldspeler. In 1858 werd steenkool ontdekt aan de rivier de Ombilin in de Padangse Bovenlanden. In 1892 werd hier de Ombilinmijn in gebruik genomen. Eerder was bij Padalarang al een kolenmijn geopend. Later werden ook goud- en zilvermijnen geopend, waarvan die bij Rejang Lebong de meest winstgevende waren. Daarnaast waren er ook veel Chinese kongsies in de mijnbouw actief.
In 1872 werd de eerste olieboring gezet in opdracht van de Nederlandsche Handel-Maatschappij en investeerder Jan Reerink; de Tjibodas-Tanggat-1 op West-Java. Veel leverden de eerste pogingen niet op. Pas in het laatste kwart van de 19e eeuw zou de productie goed op gang komen, waarbij met name de tinproductie op Banka tot grote winsten leidde. Nog altijd is dit het grootste tinwinningsgebied ter wereld. De steenkolen uit Ombilin waren van groot belang voor de scheepvaart tussen de vele eilanden van de kolonie, die hierdoor geen delfstoffen meer uit Engeland of Brits-Indië hoefde te importeren. De oliewinning kwam laat op gang doordat Java als het centrale wingewest werd gezien en de meeste delfstoffenvoorkomens juist op het 'buitengewest' Sumatra werden gevonden, waarvoor pas later aandacht kwam van de centrale regering in Batavia. Toch was de winning van deze delfstof het meest succesvol. Na enkele particuliere initiatieven wisten grote bedrijven als Koninklijke Olie en later het Amerikaanse Standard Oil grote voorraden tot exploitatie te brengen. Met de inval van Japan in 1942 kwam er een abrupt einde aan de Nederlandse delfstoffenwinning. Na de Pacifische Oorlog en de Indonesische Onafhankelijkheidsoorlog kwamen de mijnen in handen van de Indonesische overheid.

## Mijnbouw in België
In Wallonië werd al vanaf de middeleeuwen steenkool gewonnen. In de tweede helft van de 18e eeuw werden voor het eerst Machines à feu ingezet die pompen aandreven. Vooral in de 19e eeuw ontstonden industriële bedrijven. Drie belangrijke centra ontwikkelden zich: Borinage, La Région du Centre en het Luiks steenkoolbekken. In de 20e eeuw kwamen daar mijnen in Belgisch Limburg bij. Naast tal van ernstige ongelukken waren er vanouds ook slechte arbeidsomstandigheden die leidden tot diverse stakingen en ongeregeldheden. In de jaren '30 van de 20e eeuw vonden, vanwege de crisissituatie, diverse mijnsluitingen plaats, leidend tot werkloosheid en armoede. In de 2e helft van de 20e eeuw kwam geleidelijk een einde aan de Belgische steenkoolwinning/
In Zolder werd op 30 september 1992 de laatste steenkoolmijn van België gesloten. 
In Moresnet, Kelmis en omgeving werd zinkerts gewonnen. Museum Vieille Montagne in Kelmis brengt deze geschiedenis tot leven. 
Naast steenkool en zinkerts zijn er ook tal van andere grondstoffen die in België gewonnen worden, waaronder klei in Vlaanderen, en natuursteen, kalksteen, zandsteen en leisteen in Wallonië.

## Milieu
Mijnbouw kan allerlei vormen van milieuschade veroorzaken: 
- in dagbouw door erosie en aantasting van het landschap
- door stortplaatsen en opvangbekkens die leiden tot de verzilting of chemische vervuiling van plassen en waterlopen in de omgeving
- door verstoring van de plaatselijke waterhuishouding, wanneer water wordt opgepompt en eventueel vervuild water wordt gedumpt
- door verstoring en vernieling van ecosystemen en habitat, van weilanden en vruchtbare akkergrond
- in bewoonde omgevingen door geluidshinder, stofwolken, fijnstof en visuele vervuiling.
- door het verdwijnen van delen van de grond, kan door middel van de druk van bovenstaande lagen zoals bij gaswinning bodemdaling voorkomen.[3]

Die schade wordt niet altijd volledig gecompenseerd of verholpen, en daartegen kan dan lokaal protest rijzen.

## Mijnbouwrecht
In de meeste landen is, precies vanwege de milieurisico’s, verregaande regulering tot stand gekomen, het mijnbouwrecht of mijnrecht. De gebruikelijke maatregelen omvatten een milieueffectrapportage, voorafgaande planning van de mijnsluiting, en milieutoezicht. In sommige landen worden deze regels echter onvoldoende gecontroleerd en afgedwongen. 
Voor grote mijnbouwondernemingen en bedrijven die internationale financiering wensen, geldt nog een reeks internationale afspraken, zoals de Equator Principles voor risicomanagement, de milieustandaarden van de International Finance Corporation, en regels rond maatschappelijk verantwoord ondernemen. Op de Top van Rio in 1992 legde het UN Centre for Transnational Corporations (UNCTC) een ontwerp-gedragscode voor multinationals voor, maar de Business Council for Sustainable Development (BCSD) en de Internationale Kamer van Koophandel lobbyden met succes voor zelfregulering door de sector. Daaruit volgden nadien het Global Mining Initiative en de International Council on Mining and Metals. De mijnbouwsector financierde ook initiatieven voor natuurbehoud, maar dat is soms moeilijk te verzoenen met het groeiend besef van de rechten van de inheemse bevolking. 
Mijnbouwactiviteiten die aan kwaliteitseisen voldoen, kunnen een certificatie verkrijgen van de Internationale Organisatie voor Standaardisatie, bijvoorbeeld ISO 9000 (kwaliteitsmanagement) of ISO 14001 (milieubeheer). Andere maatstaven zijn het Global Reporting Initiative van Ceres, en rapporten van diverse NGO’s. 
Enkele voorbeelden van mijnbouwwetgeving:
- Algemeen Reglement voor de Mijnbouw van 1 mei 1694 in Spaans-Overmaas en Spaans-Limburg
- Franse mijnwet van 28 juli 1791
- Franse Mijnwet van 1810
- Nederlands-Indische Mijnwet 1899
- Nederlandse mijnwet van 24 juni 1901
- Nederlandse mijnwet van 1903 (27 april 1904, in werking 1 november 1906)
- Nederlands Mijnreglement 1964
- Nederlandse Mijnwet continentaal plat van 23 september 1965
- Nederlandse Wet opsporing delfstoffen 1967
- Nederlandse Mijnbouwwet 2002